# Сражение при Бабиасе

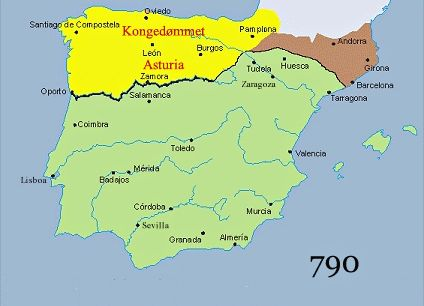
Пиренейский полуостров в конце VIII века

Сражение при Бабиасе (исп. batalla de las Babias) — состоявшееся 18 сентября 795 года около селения Бабиас сражение, в котором войско мавров под командованием Абд аль-Карима ибн Абд аль-Вахида ибн Мугита нанесло поражение войску христиан, возглавлявшемуся королём Астурии Альфонсо II. Один из эпизодов военной компании Кордовского эмирата против Астурийского королевства.

## Предыстория
Начиная с произошедшего в 710-х годах арабского завоевания Пиренейского полуострова, мавры и сохранившие свою независимость в горах Астурии христиане вели многочисленные войны друг с другом.
В 794 году эмир Кордовы Хишам I организовал поход против Астурийского королевства, доверив его осуществление двум братьям, Абд аль-Кариму и Абд аль-Малику, сыновьям Абд аль-Вахида ибн Мугита. Абд аль-Карим успешно разорил Алаву, но его брат потерпел поражение от астурийцев в сражении при Лутосе и пал на поле боя.
Желая отомстить христианам за это поражение, Хишам I в 795 году собрал две армии. Одна из них, командующим которой был назначен Абд аль-Карим ибн Абд аль-Вахид ибн Мугит, состояла приблизительно из 10 000 воинов. Она должна была разорить центральные области Астурийского королевства. Ещё одно войско, меньшее по численности, должно было вторгнуться в принадлежавшую христианам Галисию, чтобы воспрепятствовать местным христианам оказать помощь своему королю Альфонсо II.
Узнав о готовящемся вторжении, король Альфонсо II также собрал войско, усилив его ополчением (machus) из земель басков. Астурийцы встали лагерем в долине рядом с Асторгой, таким образом взяв под контроль перевал Пуэрто-де-ла-Меза, основной путь для вторжений мавров в земли христиан. Местные жители были отправлены астурийским королём в близлежащие горы, чтобы укрыться от нападения мусульман.

## Сражение
По свидетельству Ибн Идари и ан-Нувайри, подойдя к перевалу Пуэрто-де-ла-Меза, Абд аль-Карим ибн Абд аль-Вахид ибн Мугит начал подготовку к атаке на войско астурийцев. Первый удар по христианам должны были нанести 4000 арабских всадников под командованием губернатора Медина-Сидония Фараха ибн Кинана, после чего в бой с уже ослабленным войском астурийцев должны были вступить основные силы мавров.
Видя, что войско мусульман значительно превосходит по численности войско христиан, король Альфонсо II принял решение отступить вглубь своих владений. Основная часть его войска уже успела пройти через перевал Пуэрто-де-Вентана, когда в пятницу, 18 сентября, арьергард астурийцев был атакован у селения Бабиас конницей мавров. В произошедшем сражении мусульмане одержали победу. Бо́льшая часть принявших участие в бою астурийцев погибла. Маврам также удалось захватить обоз христианского войска со всем запасом продовольствия.

## Последствия
Преследуя отступавшее войско короля Альфонсо II, мавры нанесли христианам ещё два поражения, на реке Кирос и на реке Налон, а затем и овладели столицей Астурийского королевства, городом Овьедо.